# Финал Кубка СССР по футболу 1938
Финал Кубка СССР по футболу 1938 года стал 3-м финалом Кубка СССР. Матч состоялся 14 сентября 1938 года на стадионе «Динамо» в Москве и стал третьим финалом Кубка СССР на этом стадионе. В финале встретились клубы Группы А Чемпионата СССР, московский «Спартак» и ленинградский «Электрик». Матч судил судья из Харькова Онищенко.

## Путь к финалу
| Спартак (Москва)                          | Спартак (Москва) | Спартак (Москва) | Электрик    | Электрик                           | Электрик |
| ----------------------------------------- | ---------------- | ---------------- | ----------- | ---------------------------------- | -------- |
| Завод им. Кулакова (Ленинград)            | 1:1 (5:3 пен.)   | 1/32 финала      | 1/32 финала | Фабрика им. газеты Правда (Дулево) | 5:0      |
| Сталь — завод им. Фрунзе (Константиновка) | 4:1              | 1/16 финала      | 1/16 финала | Пищевик (Одесса)                   | 5:1      |
| Темп (Баку)                               | 1:0 (д.в.)       | 1/8 финала       | 1/8 финала  | Зенит (Ленинград)                  | 1:0      |
| Динамо (Одесса)                           | 3:0              | 1/4 финала       | 1/4 финала  | Динамо (Болшево)                   | 4:0      |
| Динамо (Ленинград)                        | 1:0              | 1/2 финала       | 1/2 финала  | Динамо (Тбилиси)                   | 2:1      |

## Детали матча
| Спартак (Москва)                         | 3:2 (1:1) | Электрик (Ленинград)            |
| ---------------------------------------- | --------- | ------------------------------- |
| Гуляев 14′ · Старостин 51′ · Семёнов 65′ |           | Яблочкин 45′ · Гусев 70′ (пен.) |

| Спартак | Электрик |

| Спартак:           |  |                      |     |
|                    |  |                      |     |
| В                  |  | Владислав Жмельков   |     |
| З                  |  | Виктор Соколов       |     |
| З                  |  | Василий Соколов      |     |
| П                  |  | Сергей Артемьев      | 58' |
| П                  |  | Андрей Старостин (к) |     |
| З                  |  | Григорий Тучков      |     |
| Н                  |  | Георгий Глазков      |     |
| Н                  |  | Владимир Степанов    |     |
| Н                  |  | Виктор Семёнов       |     |
| Н                  |  | Алексей Соколов      |     |
| П                  |  | Николай Гуляев       |     |
| Запасной:          |  |                      |     |
| З                  |  | Станислав Леута      | 58' |
| Главный тренер:    |  |                      |     |
| Константин Квашнин |  |                      |     |

| Электрик:          |  |                   |     |
|                    |  |                   |     |
| В                  |  | Виктор Набутов    |     |
| З                  |  | Василий Топталов  |     |
| З                  |  | Василий Григорьев |     |
| П                  |  | Виктор Бодров     |     |
| П                  |  | Борис Орешкин     |     |
| П                  |  | Алексей Яблочкин  |     |
| Н                  |  | Пётр Карась       |     |
| Н                  |  | Павел Артемьев    |     |
| Н                  |  | Иван Смирнов      |     |
| Н                  |  | Александр Фёдоров | 70' |
| Н                  |  | Василий Лотков    |     |
| Запасной:          |  |                   |     |
| Н                  |  | Анатолий Гусев    | 70' |
| Главный тренер:    |  |                   |     |
| Константин Лемешев |  |                   |     |

## Факты
- Финал 1938 года поставил рекорд посещаемости финалов Кубка СССР. Матч собрал 80 000 зрителей.
- В воротах «Электрика» играл отец будущего известного спортивного комментатора, телевизионного журналиста и продюсера Кирилла Набутова.